# Microcharops peronatus
Microcharops peronatus är en stekelart som först beskrevs av Cameron 1911.  Microcharops peronatus ingår i släktet Microcharops och familjen brokparasitsteklar. Inga underarter finns listade i Catalogue of Life.